# Æneas MacKenzie
Æneas MacKenzie est un scénariste américain né le 15 août 1889 décédé le 2 juin 1962 à Los Angeles (États-Unis).

## Filmographie
- 1939 : Juarez de William Dieterle
- 1939 : La Vie privée d'Élisabeth d'Angleterre (The Private Lives of Elizabeth and Essex)
- 1942 : La Marine triomphe (The Navy Comes Through)
- 1943 : La Loi du Far West (The Woman of the Town)
- 1944 : Alerte aux marines (The Fighting Seabees)
- 1944 : Buffalo Bill
- 1945 : Retour aux Philippines (Back to Bataan) d'Edward Dmytryk (histoire)
- 1949 : Le Livre noir (Reign of Terror)
- 1950 : Le Mousquetaire de la vengeance (The Avengers)
- 1951 : Capitaine sans peur (Captain Horatio Hornblower R.N.)
- 1951 : Le Voleur de Tanger (The Prince Who Was a Thief)
- 1952 : Ivanhoé (Ivanhoe)
- 1952 : Face to Face
- 1952 : À l'abordage (Against All Flags)
- 1954 : L'amante di Paride
- 1956 : Les Dix Commandements (The Ten Commandments) de Cecil B. DeMille